# انتخابات سراسری لبنان (۲۰۰۵)
انتخابات عمومی سال ۲۰۰۵ لبنان در ماه مه و ژوئن سال ۲۰۰۵ برای انتخاب نماینده‌های ۱۲۸ کرسی پارلمان لبنان برگزار شد. این انتخابات یکی از اولین انتخابات‌های بدون نفوذ سوریه در لبنان بعد از حدوداً ۳۰ سال حضور سوری‌ها در صحنه لبنان بود.
میزان مشارکت در این انتخابات در دور اول ۲۸ درصد و در دور دوم بین ۴۳ تا ۵۵ درصد اعلام شد.